# Polikarpov I-1
Le Polikarpov I-1 (développé à partir des prototypes IL-400 et du IL-400b) est le premier chasseur monoplan produit par l'Union soviétique.

## Développement
Le I-1 (I pour Istrebitel, chasseur), est un chasseur monoplan monoplace à aile basse en porte-à-faux de construction mixte. Il est fait principalement de bois et un alliage d'aluminium recouvre l'empennage, la partie à l'avant des ailes, et la queue.
Le premier prototype, le IL-400, inspiré du nom du moteur Liberty de 400 ch monté dans le nez, vole en 1923. Après un crash durant son premier vol au cours duquel le pilote A. I. Charapov échappe miraculeusement à la mort sans avoir pu s'éjecter, son aérodynamisme est rectifié avec un centre de gravité revu et un empennage et des ailes redessinées, devenant le prototype IL-400b. Après des tests concluants en soufflerie, 33 avions sont commandés sous la désignation I1-M5, et par la suite sous la désignation simplifiée I-1, bien que ceux-ci diffèrent sensiblement du second prototype lui-même qui était principalement en aluminium. Construit pour partie en bois pour des raisons économiques en raison de la pénurie d'aluminium dans le pays et redessiné en vue d'une vélocité accrue, Le I-1 est sujet à des vrilles non contrôlées et à des défauts similaires au premier modèle qui provoquent un nouvel accident. En juin 1927, le pilote Mikhail Mikhailovitch Gromov s'éjecte d'un nouvel appareil en perdition en réussissant l'un des premiers sauvetages avérés en parachute de l'histoire de l'Union soviétique. L'avion n'entrera jamais en service opérationnel en raison de sa dangerosité et seulement 18 appareils seront produits.

## Utilisateurs
Union soviétique
- Forces aériennes soviétiques

## Sources
- (en) Cet article est partiellement ou en totalité issu de l’article de Wikipédia en anglais intitulé « Polikarpov I-1 » (voir la liste des auteurs).